# Wielersport op de Olympische Zomerspelen 2024 – Ploegenachtervolging mannen
De ploegenachtervolging voor mannen op de Olympische Zomerspelen 2024 vond plaats op maandag 5, dinsdag 6 en woensdag 7 augustus 2024 in de Vélodrome de Saint-Quentin-en-Yvelines. Titelverdedigers waren de Italianen Simone Consonni, Filippo Ganna, Francesco Lamon en Jonathan Milan. Hun opvolgers werden de Australiërs Oliver Bleddyn, Conor Leahy, Kelland O'Brien en Sam Welsford. De Australiërs reden in de eerste ronde een wereldrecord.

## Resultaten

### Kwalificatie
| rang | land             | rijders                                                              | tijd     | Opmerking |
| ---- | ---------------- | -------------------------------------------------------------------- | -------- | --------- |
| 1    | Australië        | Oliver Bleddyn Conor Leahy Kelland O'Brien Sam Welsford              | 3:42,958 |           |
| 2    | Groot-Brittannië | Ethan Hayter Charlie Tanfield Ethan Vernon Oliver Wood               | 3:43,241 |           |
| 3    | Denemarken       | Tobias Hansen Niklas Larsen Carl-Frederik Bévort Rasmus Pedersen     | 3:43,690 |           |
| 4    | Italië           | Simone Consonni Filippo Ganna Francesco Lamon Jonathan Milan         | 3:44,351 |           |
| 5    | Frankrijk        | Thomas Boudat Thomas Denis Valentin Tabellion Benjamin Thomas        | 3:45,514 |           |
| 6    | Nieuw-Zeeland    | Aaron Gate Keegan Hornblow Tom Sexton Campbell Stewart               | 3:45,616 |           |
| 7    | België           | Lindsay De Vylder Fabio Van Den Bossche Tuur Dens Noah Vandenbranden | 3:47,232 |           |
| 8    | Canada           | Dylan Bibic Michael Foley Mathias Guillemette Carson Mattern         | 3:48,964 |           |
| 9    | Duitsland        | Tobias Buck-Gramcko Roger Kluge Theo Reinhardt Tim Torn Teutenberg   | 3:50,083 |           |
| 10   | Japan            | Eiya Hashimoto Shunsuke Imamura Kazushige Kuboki Shinji Nakano       | 3:53,489 |           |

### Eerste ronde
Op basis van de kwalificatie werden de series ingedeeld. De winnaars van elke serie plaatsten zich voor de finales. De snelste twee winnaars plaatsten zich voor de strijd om olympisch goud. De andere twee winnaars streden om brons.
| rang | serie | land             | rijders                                                              | tijd     | Opmerking |
| ---- | ----- | ---------------- | -------------------------------------------------------------------- | -------- | --------- |
| 1    | 4     | Australië        | Oliver Bleddyn Conor Leahy Kelland O'Brien Sam Welsford              | 3:40,730 | F, WR     |
| 2    | 3     | Groot-Brittannië | Ethan Hayter Charlie Tanfield Ethan Vernon Oliver Wood               | 3:42,151 | F         |
| 3    | 3     | Denemarken       | Tobias Hansen Niklas Larsen Carl-Frederik Bévort Rasmus Pedersen     | 3:42,803 | BF        |
| 4    | 4     | Italië           | Simone Consonni Filippo Ganna Francesco Lamon Jonathan Milan         | 3:43,205 | BF        |
| 5    | 1     | Nieuw-Zeeland    | Aaron Gate Keegan Hornblow Tom Sexton Campbell Stewart               | 3:43,776 |           |
| 6    | 2     | Frankrijk        | Thomas Boudat Thomas Denis Valentin Tabellion Benjamin Thomas        | 3:45,531 |           |
| 7    | 1     | België           | Lindsay De Vylder Fabio Van Den Bossche Tuur Dens Noah Vandenbranden | 3:45,685 |           |
| 8    | 2     | Canada           | Dylan Bibic Michael Foley Mathias Guillemette Carson Mattern         | 3:49,245 |           |

### Finales
| rang            | land             | rijders                                                              | tijd     | Opmerking |
| --------------- | ---------------- | -------------------------------------------------------------------- | -------- | --------- |
| Finale          |                  |                                                                      |          |           |
| Goud            | Australië        | Oliver Bleddyn Conor Leahy Kelland O'Brien Sam Welsford              | 3:42,067 |           |
| Zilver          | Groot-Brittannië | Daniel Bigham Ethan Hayter Charlie Tanfield Ethan Vernon             | 3:44,394 |           |
| Bronzen finale  |                  |                                                                      |          |           |
| Brons           | Italië           | Simone Consonni Filippo Ganna Francesco Lamon Jonathan Milan         | 3:44,197 |           |
| 4               | Denemarken       | Tobias Hansen Niklas Larsen Carl-Frederik Bévort Rasmus Pedersen     | 3:46,138 |           |
| Om plaats vijf  |                  |                                                                      |          |           |
| 5               | Nieuw-Zeeland    | Aaron Gate Keegan Hornblow Tom Sexton Campbell Stewart               | 3:44,741 |           |
| 6               | Frankrijk        | Thomas Boudat Thomas Denis Valentin Tabellion Benjamin Thomas        | 3:47,697 |           |
| Om plaats zeven |                  |                                                                      |          |           |
| 7               | Canada           | Dylan Bibic Michael Foley Mathias Guillemette Carson Mattern         | 3:54,517 |           |
| 8               | België           | Lindsay De Vylder Fabio Van Den Bossche Tuur Dens Noah Vandenbranden | DNF      |           |

1908: Jones, Kingsbury, Meredith, Payne ·
1920: Magnani, Carli, Ferrario, Giorgetti ·
1924: De Martini, Dinale, Menegazzi, Zucchetti ·
1928: Facciani, Gaioni, Lusiani, Tasselli ·
1932: Pedretti, Borsari, Cimatti, Ghilardi ·
1936: Nizerhy, Charpentier, Goujon, Lapébie ·
1948: Decanali, Adam, Blusson, Coste ·
1952: Morettini, Campana, de Rossi, Messina ·
1956: Gasparella, Domenicali, Faggin, Gandini ·
1960: Vigna, Arienti, Testa, Vallotto ·
1964: Streng, Claesges, Henrichs, Link ·
1968: Lyngemark, Olsen, Asmussen, Jensen ·
1972: Schumacher, Colombo, Haritz, Hempel ·
1976: Vonhof, Braun, Lutz, Schumacher ·
1980: Manakov, Movtsjan, Ossokin, Petrakov ·
1984: Grenda, Turtur, Nichols, Woods ·
1988: Jekimov, Kasputis, Neljoebin, Oemaras ·
1992: Fulst, Glöckner, Lehmann, Steinweg ·
1996: Capelle, Ermenault, Monin, Moreau ·
2000: Fulst, Bartko, Becke, Lehmann ·
2004: Brown, McGee, Lancaster, Roberts ·
2008: Clancy, Manning, Thomas, Wiggins · 
2012: Burke, Clancy, Kennaugh, Thomas · 
2016: Burke, Clancy, Doull, Wiggins · 
2020: Consonni, Ganna, Lamon, Milan · 
2024:  Bleddyn, Welsford, Leahy, O'Brien